# Amand Vandaele
Amandus Josephus (Amand) Vandaele (Vlamertinge, 2 januari 1831 - 4 december 1909) was burgemeester van het Belgische Vlamertinge. Hij stamde uit een oude landbouwersfamilie. In 1869 werd hij tot gemeenteraadslid verkozen en in 1896, na de dood van Jules Veys, werd hij tot burgemeester benoemd. Hij bleef het ambt uitoefenen tot aan zijn dood. Hij was ook provincieraadslid.

## Persoonlijk
Vandaele huwde te Vlamertinge op 13 oktober 1860 met Sophia Melania Decat.